# 19290 Schroeder
19290 Schroeder (1996 JR1) là một tiểu hành tinh vành đai chính được phát hiện ngày 15 tháng 5 năm 1996 bởi JPL/GEODSS NEAT ở Haleakala.